# NGC 5364

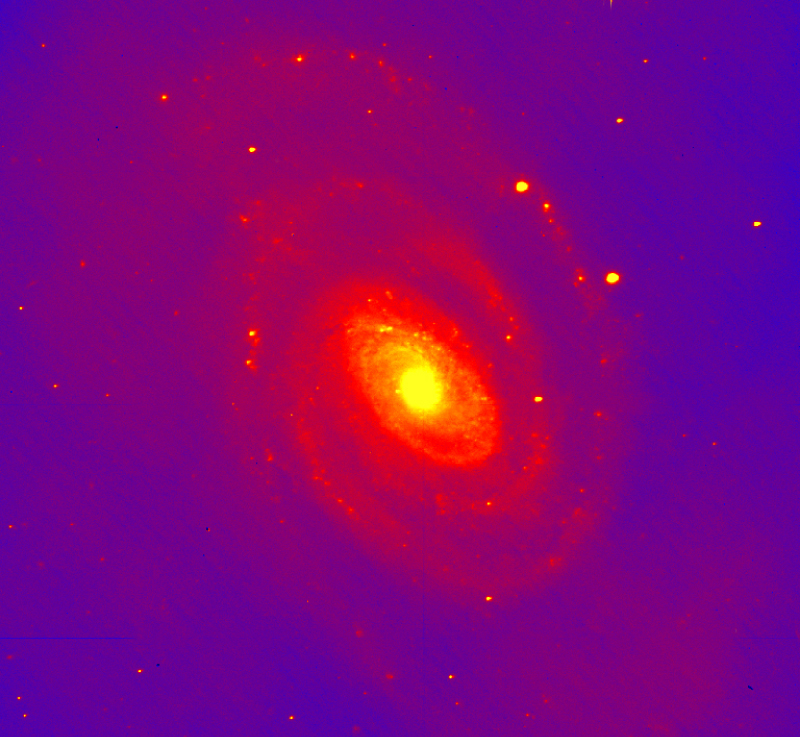
NGC 5364

NGC 5364 è una galassia a spirale della costellazione della Vergine.